# Hypochrysops atromarginata
Hypochrysops atromarginata är en fjärilsart som beskrevs av Druce 1891. Hypochrysops atromarginata ingår i släktet Hypochrysops och familjen juvelvingar. Inga underarter finns listade i Catalogue of Life.